# 명령 제227호

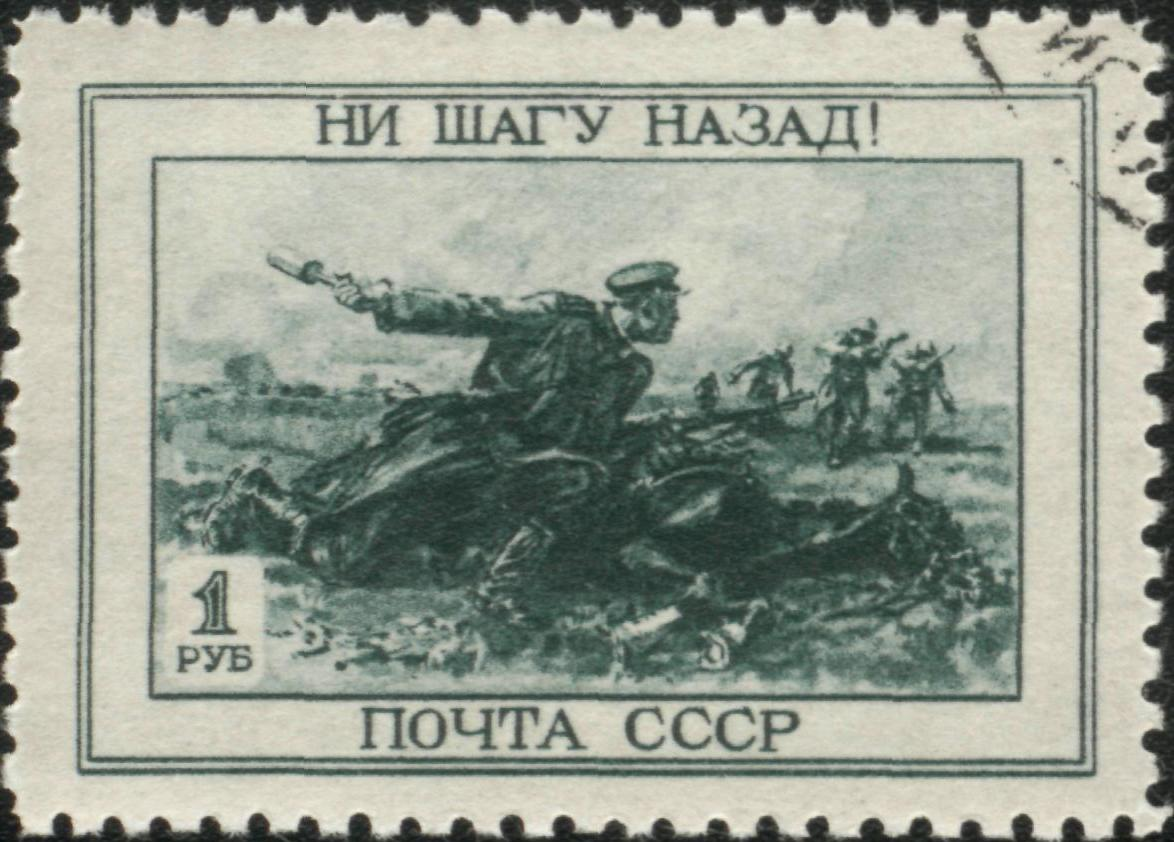
소련의 우표 속 수류탄을 던지는 정치지도원을 묘사한 것으로, "한 발짝도 물러서지 마라!"이라는 문구가 적혀 있다.

명령 제227호(러시아어: Приказ № 227 프리카스 누메로 227[*])는 1942년 7월 28일 국방인민위원 이오시프 스탈린이 내린 명령이다. 1942년 여름 소련 언론의 주요 구호가 된 "한 발짝도 물러서지 마라!"(Ни шагу назад!),라는 구절로도 알려져 있다.
명령에서는 각 전선군이 1개 내지 3개의 형벌부대를 편성하여 가장 위험한 전선에 보내야 한다고 규정했다. 1942년부터 1945년까지, 총 422,700명의 적군 병력이 군사 법정에 회부되어 형벌부대에로 선고 받았다. 또 각 군대가 "공황에 빠진 병사와 겁쟁이"를 즉결 처분하기 위해 후방에 "차단 분견대"를 만들어야 한다고 규정했다. 처음 3개월 동안, 차단 분견대는 1,000명의 형벌군을 사살했고 24,000명을 형벌부대로 보냈다. 1942년 10월, 정기적으로 차단 분견대를 이용한다는 생각은 조용히 사라졌다.
고군분투한 적군의 사기를 진작시키고 애국심을 고취시키기에 대체적으로 해로운 영향을 미쳤으며, 탈영병을 차단하기 위해 병력을 이동시키는 것을 인력 낭비로 간주하는 지휘관들에 의해 일관성 있게 시행되지 않았다. 1944년 10월 29일, 전선의 상황을 이유로 스탈린의 명령 제349호에 의해 차단 분견대가 해체되었다.

## 역사
동부 전선에서의 전쟁 초반, 소련은 대규모 후퇴, 탈영과 함께 큰 손실을 입었다. 스탈린은 독일 국방군과의 전투에서 적군의 기강을 바로잡기 위해 명령 제227호를 내렸다.
1942년 7월 28일 모스크바의 명령 227호
적은 막대한 손실에 아랑곳하지 않고 새로운 병력을 전선에 투입하고 소련 깊숙이 침투해 새로운 지역을 점령하고 우리의 도시와 마을을 파괴하며 소련 인구를 침해하고, 약탈하고, 살해한다. 전투는 남부 돈 근처의 보로네시 지역과 북부 캅카스 지역의 시가에서도 계속된다. 독일 침략자들은 스탈린그라드, 볼가강, 그리고 어떻게든 쿠반과 북캅카스를 그들의 석유와 곡물의 공급지로 두길 원한다. 적은 이미 보로실로브그라드, 스타로빌스크, 로소시, 쿠피안스크, 발루이키, 노보체르카스크, 로스토프나도누, 보로네시의 절반을 점령했다. 남부 전선의 일부 부대는 겁쟁이 군인들을 따라 심한 저항과 모스크바의 명령 없이 로스토프와 노보체르카스크를 떠났고. 그들의 깃발을 수치로 물들였다.
적군을 사랑하고 존경하는 우리 인민은 그들에게 낙담하기 시작하고, 적군에 대한 믿음을 잃기 시작하며, 많은 이들은 적군이 우리 국민을 독일 압제자들의 굴레에 맡기고, 스스로 동쪽으로 도망가는 것을 저주한다.
전선에 있는 어떤 어리석은 놈들은 우리가 넓은 영토와 땅, 많은 인구를 가지고 있고 항상 우리를 위한 많은 빵이 있기 때문에 동쪽으로 더 멀리 후퇴 할 수 있다는 생각으로 스스로를 진정시킨다. 그들은 전선에서의 추악한 행동을 정당화하기를 원한다. 하지만 그런 말들은 거짓이며 우리의 적들에게만 도움이 된다.
각 지휘관, 적군 병사, 정치지도원들은 우리의 전력이 무한하지 않다는 것을 이해해야 한다. 소련의 영토는 사막이 아니다. 그것은 노동자, 농민, 지식인, 아버지, 어머니, 부인, 형제, 자녀 등 인민 그 자체이다. 적군이 점령한 소련의 영토는 군대의 빵과 기타 생산품, 공업용 금속과 연료, 공장, 무기, 탄약, 철도를 공급한다. 우크라이나, 벨라루스, 발트의 공화국, 도네츠크, 다른 지역들을 잃은 후, 우리는 훨씬 더 좁은 영토, 훨씬 더 적은 인민, 빵, 금속, 식물, 공장밖에 남지 않았다. 우리는 7천만 명 이상의 인민을 잃었고, 매년 8억 파운드 이상의 빵과 1천만 톤 이상의 강철을 잃었다. 이제 우리는 인간 매장량이나 빵 매장량에서 독일보다 우세하지 않다. 더 후퇴하는 것은 우리 자신을 낭비하는 것과 동시에 조국을 낭비하는 것을 의미한다.
그러므로 우리는 끝없이 후퇴할 수 있는 능력이 있고, 영토가 넓고, 조국이 위대하고 부유하며, 인구가 많고, 빵이 항상 풍족할 것이라는 이야기는 버릴 필요가 있다. 그러한 대화는 거짓이고 기생적이며, 우리에게 실이며 적에게 득이 된다. 우리가 후퇴하는 것을 멈추지 않는다면 우리는 빵도, 연료도, 금속도, 원자재도, 공장과 식물도, 철도도 남지 않을 것이다.
결론은 이것이다. 이제 후퇴를 멈춰야 할 때이다. 한 발짝도 물러서지 마라! 그것이 이제 우리의 주요 구호가 되어야 한다.

붉은 군대의 최고 총사령부는 계속해서 다음과 같이 명령했다.

1. 전선의 군사위원회와 모든 전방 지휘관은 다음을 수행해야 한다.
가) 군대의 퇴각 분위기를 무조건 없애라. 그리고 우리는 더 멀리 동쪽으로 후퇴할 수 있고 또 후퇴해야 한다는 확고한 선전을 통해 그러한 퇴각이 해를 끼치지 않을 것이다.
나) 전방 사령부의 명령 없이 점령지에서 무단 철군을 허용한 군 지휘관들을 무조건 해임시키고 군사 재판을 위해 상급 사령부로 보내라.
다) 각 전선 내에서 1개 중대(상황에 따라)의 형벌부대(800명)를 편성하여, 비겁함이나 황당함으로 인해 기강을 문란하게한 모든 부대의 지휘관과 고위지휘관, 적절한 위원으로 구성한다. 그리고 그들에게 조국에 대한 범죄를 피로 만회할 수 있는 기회를 제공하기 위해 보다 어려운 전선에 파견한다.
2. 군대의 군사위원회와 모든 군대의 지휘관이 우선시 되어야 한다.
가) 군대의 명령 없이 점령지에서 철군을 허가한 장교·부대·군사령관·정치 위원을 무조건 해임시키고, 전선의 군사위원회로 이동시켜 군사 법정에 회부한다.
나) 각 군에 3~5명의 잘 무장된 수비대(최대 200명)를 편성하여 불안정한 사단 뒤에 바로 배치하고, 공황 상태이거나 흩어진 사단에 철수를 요구하여 공황 상태의 병사와 겁쟁이를 배치하여 사단의 정직한 병사들이 조국에 대한 임무를 수행할 수 있도록 도와준다.
다) 비겁함이나 황당함으로 기강해이죄를 저지른 일반 병사와 하급 지휘관이 있는 10개(상황에 따라)의 형벌 단체(각 150명~200명)를 구성하고, 조국에 대한 그들의 죄를 피로 갚을 기회를 주기 위해 그들을 군대의 힘겨운 부대에 배치한다.
3. 군단 및 사단의 지휘관과 군사위원회는 다음을 수행해야 한다.
가) 군단이나 사단장의 명령 없이 부당한 철군을 허가한 연대장 및 대대장은 그 직위에서 무조건 해임시키고, 그들의 명령과 훈장을 빼앗아 전선의 군사위원회로 이동시켜 군사 법정에 회부한다.
나) 부대의 질서와 규율을 강화하는 일을 하는 군대의 방어부대에 모든 도움과 지원을 베풀어야 한다.
이 명령은 모든 중대, 기병대, 포대, 중대, 지휘부 및 본부에서 읽어야 한다.
국방인민위원 이오시프 스탈린

명령 제227호
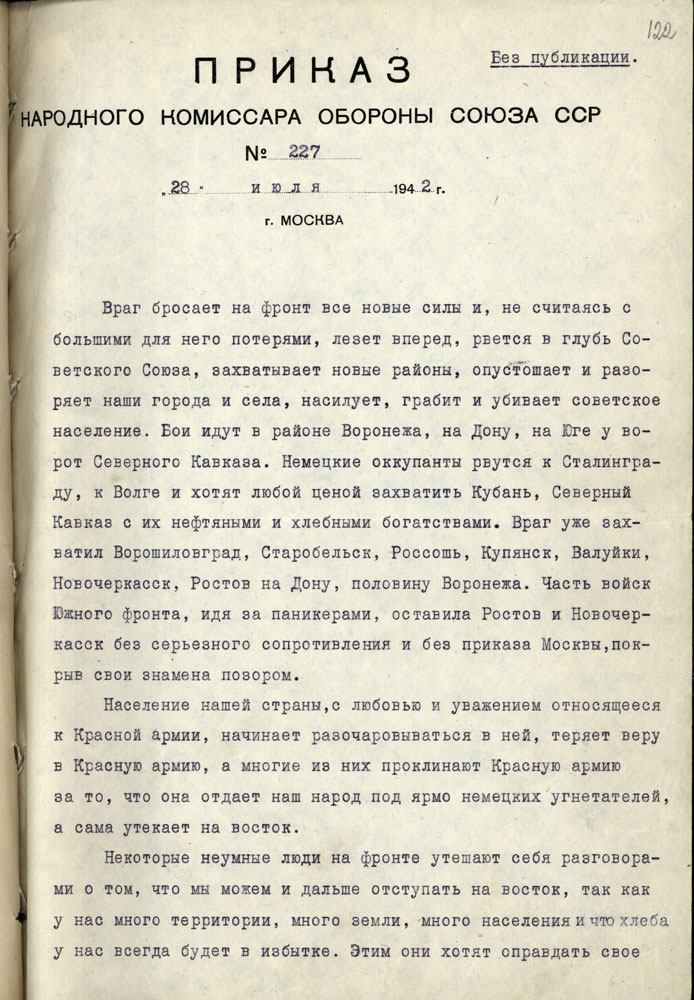
1
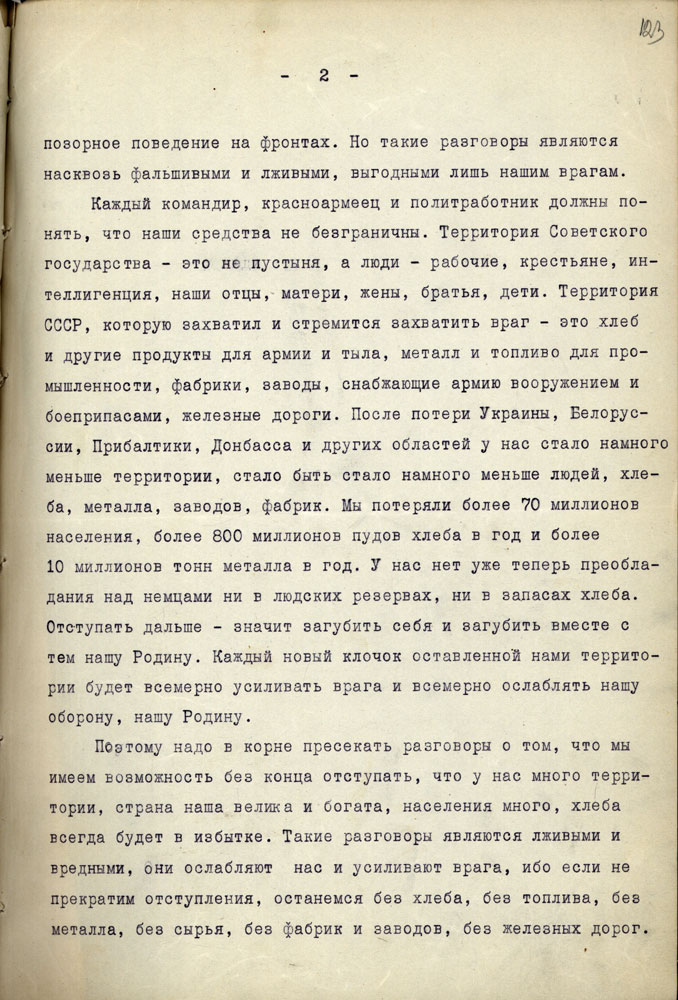
2
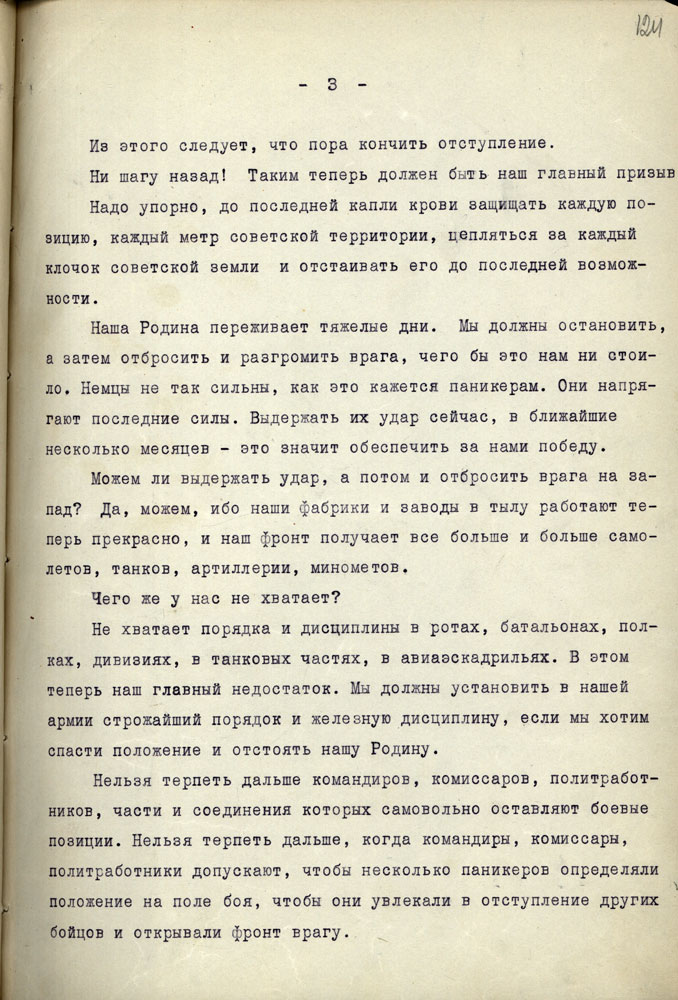
3
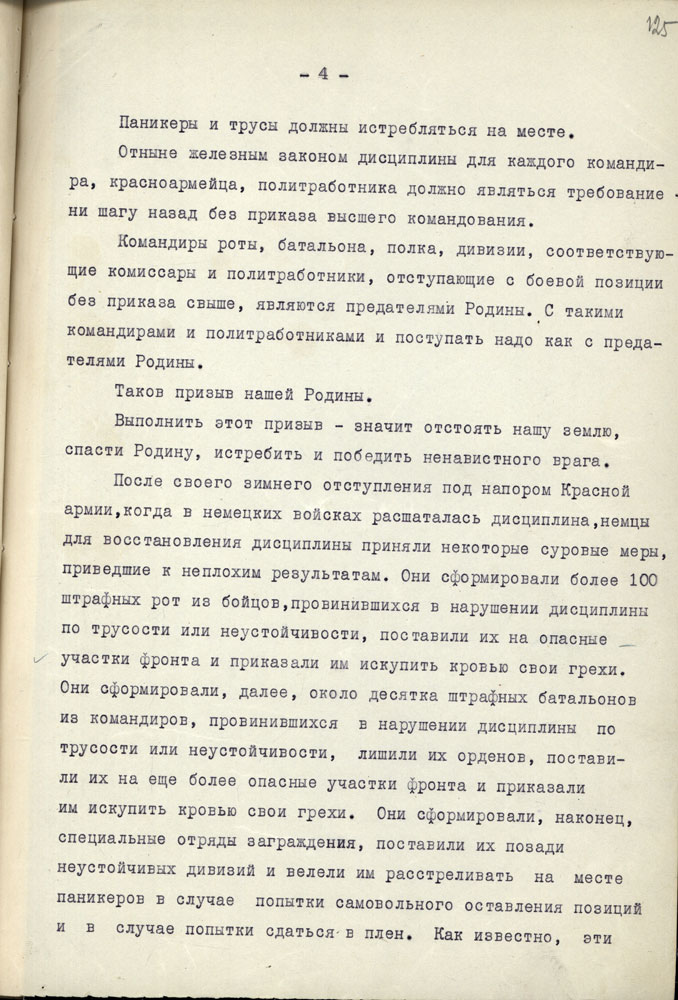
4
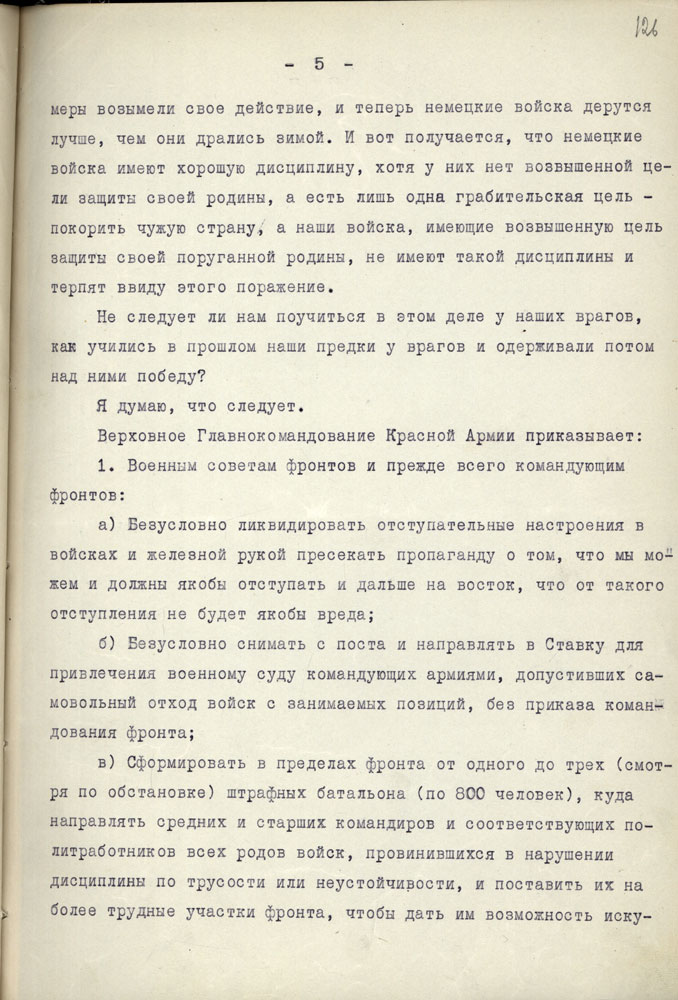
5
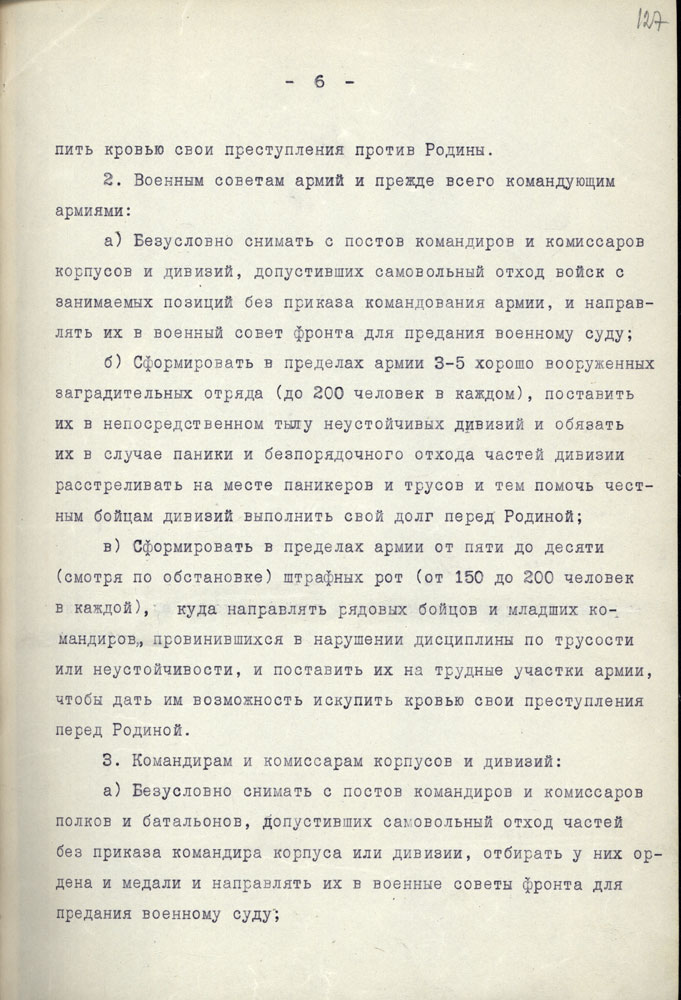
6
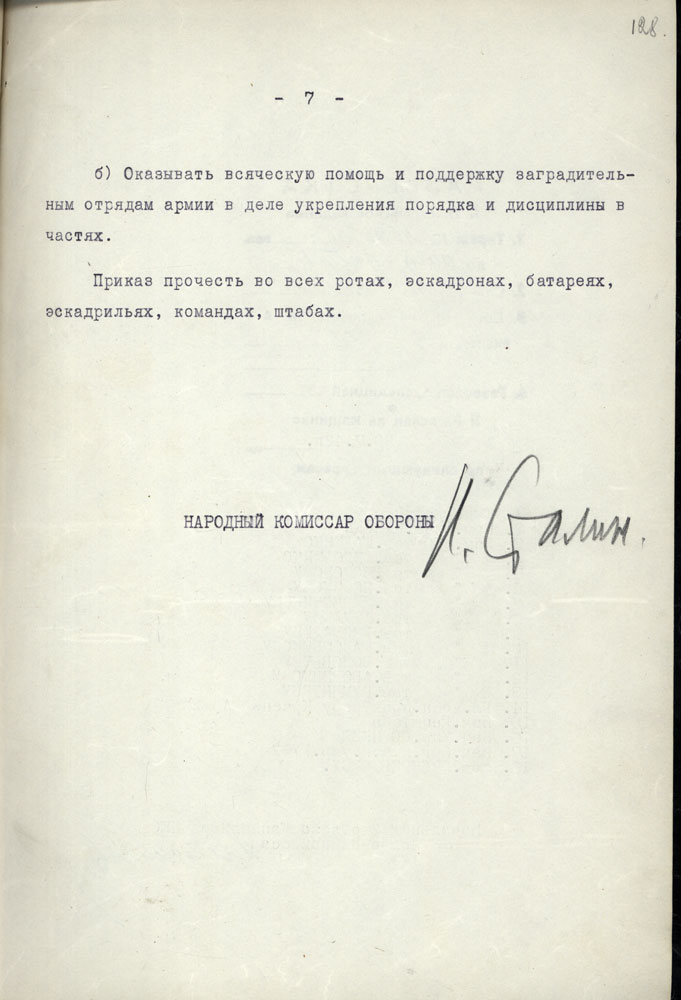
7

## 효과
소련 원수 알렉산드르 바실렙스키는 이렇게 썼다. "…명령 제227호는 애국적이고 감정적인 내용 때문에 전쟁 기간 중 가장 강력한 문서 중 하나이다… 그 문서는 …의 험난하고 어두운 시기에 동기를 부여했다. 그걸 읽으면서, 우리는 우리 자신에게 우리가 전투에서 승리하기 위해 필요한 모든 것을 하고 있는지 생각하고 있었다."
명령 없이는 어떤 지휘관도 후퇴할 권리가 없었다. 누구든 그렇게 한 사람은 상응하는 군사재판의 대상이 되었다.

## 대중문화 속 명령 제227호
- 하츠 오브 아이언 4: 노 스텝 백의 제목 자체가 명령 제227호를 바탕으로 명명된 것이다.

## 같이 보기
- 명령 제270호(영어판)
- 스탈린그라드 전투

## 참고 문헌
- Sellas, Anthony (1992). The Value of Human Life in Soviet Warfare, New York: Routledge.
- History Channel, Monday 24 Nov 2008 @ 1400hr Eastern Time.

## 추가 문헌
- Geoffrey Roberts (2013). 《Victory at Stalingrad: The Battle That Changed History》. Taylor & Francis. 64–쪽. ISBN 978-1-317-86890-3.